# Trabada (Lugo)
Trabada es un municipio de España perteneciente a la provincia de Lugo en la comunidad autónoma de Galicia. Forma parte de la comarca de La Mariña Oriental. En 2017 contaba con una población de 1117 habitantes empadronados según el INE.

## Símbolos
El  escudo heráldico y la bandera que representan al municipio fueron aprobados por decreto el 10 de julio de 1992. El blasón que define al escudo es el siguiente:

«De azur, un castillo de oro, donjonado de una pieza del mismo, abierto de azur y sostenido de colina de sinople cargada de báculo abacial de oro, calzado de fajado ondeado de plata y azur con dos salmones de oro adosados. Al timbre corona real cerrada.»
Diario Oficial de Galicia nº 144 de 27 de julio de 1992

La descripción textual de la bandera es la siguiente:

«Rectangular, de largo igual a vez y media del ancho, bandada-ondeada horizontal de ocho franjas, la mitad blancas y la otra mitad azule; entada al asta de verde con un castillo de un torreón, amarillo, y con puertas y ventanas azules.»
Diario Oficial de Galicia nº 144 de 27 de julio de 1992

## Historia
Trabada, la antigua "Tabulata", se menciona en el documento más antiguo existente en España. En esa escritura, que se conserva en el Archivo de la Catedral de León y lleva fecha del 23 de agosto de 775, el rey de Asturias Silo hace donación de terrenos de dominio real situados entre los ríos Eo y Masma, para que se construya en ellos un lugar de oración o monasterio. En esas tierras se constituye un monasterio que fue conocido con el nombre de San Martín de Esperautano y del cual no quedan vestigios conocidos. 
Con motivo de la Guerra de la Independencia, los dos primeros días del mes de enero de 1809 tuvo lugar la invasión, por parte de los franceses, de las tierras gallegas. En la comarca de La Mariña Oriental los protagonistas serán los ayuntamientos de Ribadeo y Trabada, donde el alcalde Melchor Díaz de la Rocha ofreció una tenaz resistencia al general francés François M. Fournier y a sus tropas. Tras la constitución en 1808 de la Junta de Defensa de Ribadeo con una guarnición militar de veinticinco soldados, las tropas napoleónicas entraron el 25 de enero de 1809 en Ribadeo sin encontrar oposición, exigiendo una gran cantidad de alimentos en las aldeas de los alrededores. Eran 150 los hombres que el general francés habíua enviado a Ribadeo desde la ya conquistada villa de Mondoñedo. Ante estos abusos, el alcalde de Sante reaccionó convocando a los vecinos de Sante, Vidal, Villaosende, Cedofeita, Balboa y Cogela para que se negasen a las exigencias de los franceses y se armasen en defensa de sus familias, sus haciendas y su país. Así fue como el 29 de enero de 1809, Díaz de la Rocha se presentó ante los franceses con 300 vecinos armados de escopetas y hoces. Dispuestos a defender el camino entre Mondoñedo y Ribadeo, conocido como el de Nosa Señora da Ponte, ocasionaron al enemigo la pérdida de 5 hombres y tres caballos ya al primer día. En los siguientes días, los vecinos fueron capaces de forzar la retirada del ejército francés hacia Mondoñedo, causándoles en total la baja de 60 soldados y 25 caballos. Fournier esperaba en Mondoñedo la llegada de refuerzos de Lugo y Ferrol, y, al recibirlos, los franceses entraron en Ribadeo definitivamente.
A pesar del éxito inicial de la campaña militar, la lucha no tuvo la esperada continuación. La falta de apoyo por parte de las Juntas de Asturias, Ribadeo y Mondoñedo hizo que la breve e improvisada empresa fracasara a causa de las discordias entre las autoridades encargadas de la defensa. Por todo eso, el alcalde de Sante abandonó la lucha, refugiándose durante varios años en La Coruña. A pesar del fracaso de esta batalla, hechos como éste hicieron posible que seis meses después el ejército francés se batiera en retirada hacia Astorga, abandonando definitivamente las tierras gallegas. En recuerdo de aquella hazaña se conmemora anualmente el lunes de Pentecostés, la festividad de Nosa Señora da Ponte en el barrio del mismo nombre de la parroquia de Arante.

## Geografía humana

### Organización territorial
El municipio está formado por ciento treinta y dos entidades de población distribuidas en ocho parroquias:
- Balboa[6]
- Fórnea[6] (Santa María Magdalena)[3]
- Ría de Abres[7] (Santiago)[3][5]
- Sante (San Xulián)[3][5]
- Trabada (Santa María)
- Vidal (San Mateo)
- Villaformán[7]
- Villapena[7]

### Demografía
Cuenta con una población de 1083 habitantes (INE 2024).
| Gráfica de evolución demográfica de Trabada entre 1842 y 2021                                                         |
| |
| Población de derecho según los censos de población del INE. Población de hecho según los censos de población del INE. |

## Patrimonio
Antiguos linajes de la zona (Rochas, Pardos, Montenegros, Aguiares, Aenlles, Barreras, Mirandas, Oyas, Regos) levantaron sus casas solariegas en el concejo y aún se conservan algunas en mejor o peor estado. Sus tallas heráldicas nos muestran hoy los blasones de estos linajes. Los más antiguos, con un bello estilo renacentista, pertenecen al siglo XVI. Entre éstas podemos citar tres: la de la casa de Rigoio, en Sante, la del pazo y torre de Terrafeita, en Santa María de Trabada y la ermita de San Martiño, en Ría de Abres, hecha esculpir en 1585 por D. Pedro de Miranda y Villar y su esposa María Osorio. Del siglo XVII son, probablemente, otras dos: la casa llamada de Monasterio, en Sante y la de la casa de Boca de Canle en Ría de Abres. Mención destacada merecen las casonas de Vinxoi en Vilafernando y la de Saavedra en Villapena.
Además de los pazos y casonas blasonadas, es reseñable la riqueza en imaginería y retablos religiosos presentes en las iglesias parroquiales y capillas.
Destacan especialmente las iglesias de Sante, que es una de las más antiguas del siglo XVI, aunque se reformó en el siglo XVIII, y la de Villapena, que cuenta en su capilla mayor con un precioso retablo barroco recientemente restaurado y en la nave izquierda con otro del siglo XVI. La parroquial de Balboa, reformada en el año 1923, conserva dos retablos laterales del siglo XVII y la de Villaformán otro de 1735. También merecen un lugar destacado la escultura pétrea de San Antón junto con el retablo mayor, también recientemente restaurado, de la capilla de Vilafernando y la cruz parroquial y la imagen de la Inmaculada que alberga la Iglesia de Trabada.
Además de las anteriores, cabe destacar las iglesias parroquiales de Fórnea y Vidal y las capillas San José, San Antonio y San Bricio (Sante); San Román, San Antonio, San Marcos, San Esteban y San Miguel (Trabada); San Ramón (Ría de Abres); San Fernando (Balboa) y San Antonio (Bargo-Villapena).